# روبرت ن. جورمان
روبرت ن. جورمان (بالإنجليزية: Robert N. Gorman)‏ هو محامي وقاضي أمريكي، ولد في 27 سبتمبر 1896 في Hartwell, Cincinnati ‏ في الولايات المتحدة، وتوفي في 1 يوليو 1962 في وويومينغ في الولايات المتحدة بسبب سرطان.